# Diego León Ayarza
Diego León Ayarza, noto come Diego León (Palencia, 16 gennaio 1984), è un ex calciatore spagnolo, di ruolo centrocampista.